# Konkurs Piosenki Eurowizji Junior 2012
10. Konkurs Piosenki Eurowizji Junior odbył się dnia 1 grudnia 2012 w HMH Arena w Amsterdamie. Koncert zorganizowała Europejska Unia Nadawców we współpracy z holenderskim nadawcą publicznym AVRO.
W konkursie wzięło udział 12 państw. Zwyciężyła Anastasija Petryk, reprezentantka Ukrainy z utworem „Nebo”.

## Lokalizacja

### Miejsce organizacji konkursu
11 października 2011 ogłoszono, że konkurs odbędzie się w Holandii. 27 lutego 2012 poinformowano, że finał konkursu zostanie rozegrany 1 grudnia 2012 w HMH Arena w Amsterdamie. 

## Organizacja

### Prowadzący
W styczniu 2012 roku ogłoszono, że konkurs poprowadzą Kim-Lian van der Meij i Ewout Genemans. van der Meij wcześniej była prowadzącą konkursu w 2007, a Genemans był zaangażowany w holenderskie preselekcje do konkursu, Junior Songfestival, w latach 2010–2011.

### Projekt graficzny oraz slogan
Oficjalne logo i slogan konkursu zostało ogłoszone 6 września 2012 roku, slogan brzmiał „Break the Ice!” (tłum. Przełamać lód). Logo zostało zaprojektowane przez firmę Frits van Dongen.

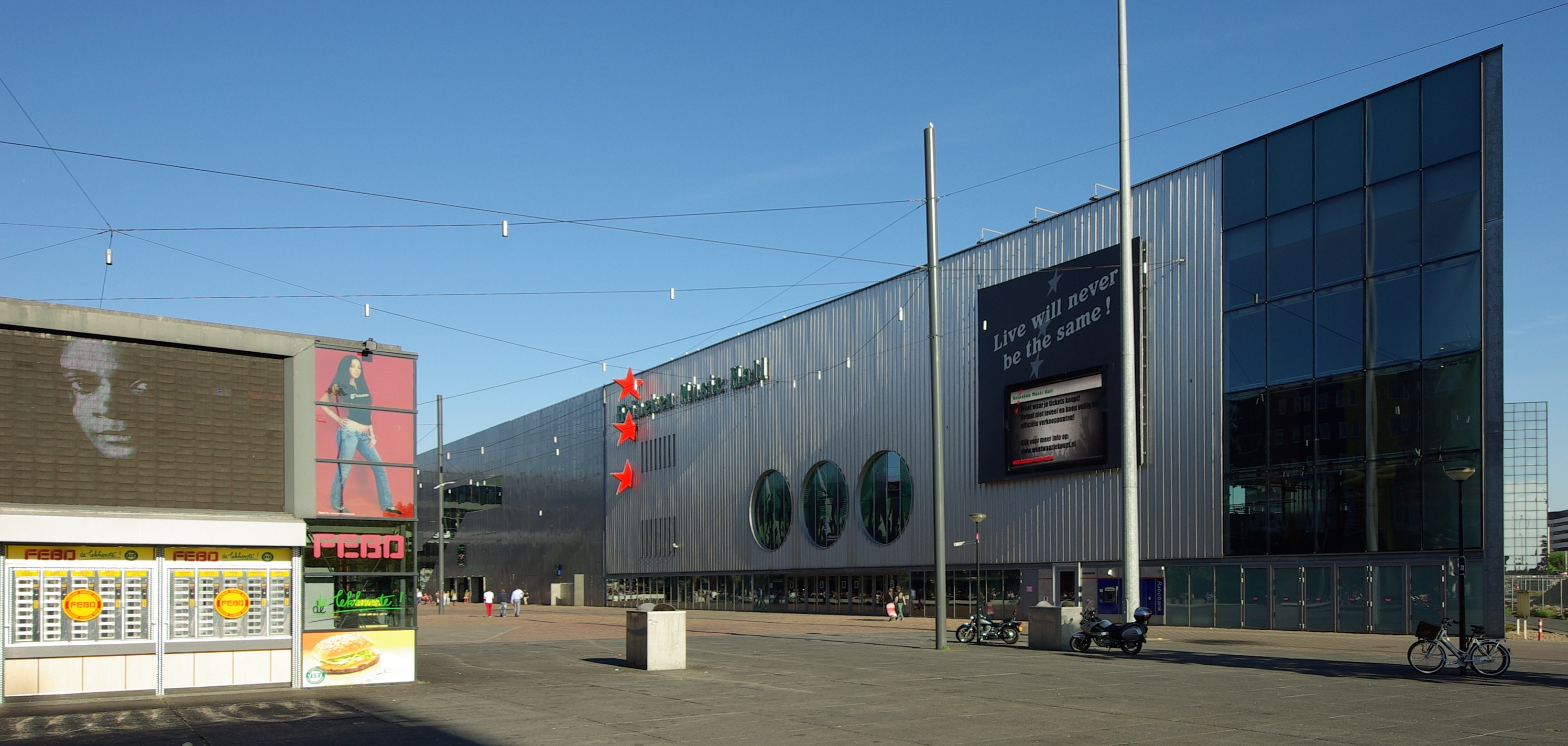
Heineken Music Hall, miejsce organizacji konkursu

## Kraje uczestniczące
EBU ogłosiła oficjalną listę państw uczestniczących w konkursie 1 września 2012 roku. W konkursie zadebiutowali nadawcy z Albanii, Azerbejdżanu oraz Izraela, a wycofały się telewizje z Bułgarii, Litwy, Łotwy i Macedonii Północnej. 

### Powracający artyści
Reprezentantką Rosji została Lerika, która reprezentowała Mołdawię w konkursie w 2011. Wówczas był to drugi taki przypadek w historii konkursu, po Jekaterinie Riabowej, która reprezentowała Rosję w konkursach w 2009 i 2011.

### Finał
EBU udostępniła kolejność startową w finale 15 października 2012 roku.
| Lp. | Kraj        | Wykonawca         | Utwór                             | Język                | Miejsce | Punkty |
| --- | ----------- | ----------------- | --------------------------------- | -------------------- | ------- | ------ |
| 1   | Białoruś    | Jehor Żeszko      | „A more-more” (А море-море)       | rosyjski             | 9       | 56     |
| 2   | Szwecja     | Lova Sönnerbo     | „Mitt mod”                        | szwedzki             | 6       | 70     |
| 3   | Azerbejdżan | Omar & Suada      | „Girls and boys (Dünya Sənindir)” | azerski, angielski   | 11      | 49     |
| 4   | Belgia      | Fabian            | „Abracadabra”                     | niderlandzki         | 5       | 72     |
| 5   | Rosja       | Lerika            | „Sensation”                       | rosyjski, angielski  | 4       | 88     |
| 6   | Izrael      | Kids.il           | „Let the music win”               | hebrajski            | 8       | 68     |
| 7   | Albania     | Igzidora Gjeta    | „Kam një këngë vetëm për ju”      | albański             | 12      | 35     |
| 8   | Armenia     | Compass Band      | „Sweetie Baby”                    | ormiański, angielski | 3       | 98     |
| 9   | Ukraina     | Anastasija Petryk | „Nebo” (Небо)                     | ukraiński, angielski | 1       | 138    |
| 10  | Gruzja      | The Funkids       | „Funky Limonade”                  | gruziński, angielski | 2       | 103    |
| 11  | Mołdawia    | Denis Dimone      | „Teate vor fi”                    | rumuński, angielski  | 10      | 52     |
| 12  | Holandia    | Femke             | „Tik Tak Tik”                     | niderlandzki         | 7       | 69     |

## Wyniki

### Głosowanie
| Uczestnicy  | Suma punktów | Bonus startowy | Dziecięce jury | Białoruś | Szwecja | Azerbejdżan | Belgia | Rosja | Izrael | Albania | Armenia | Ukraina | Gruzja | Mołdawia | Holandia |
| Białoruś    | 56           | 12             | 1              |          | 1       | 7           | 2      | 4     | 1      | 3       | 7       | 10      | 7      | 2        |          |
| Szwecja     | 70           | 12             | 6              | 7        |         | 1           | 5      | 5     | 7      | 12      | 2       | 2       |        | 7        | 4        |
| Azerbejdżan | 49           | 12             | 2              | 2        | 3       |             | 1      | 3     |        | 10      |         | 5       | 8      |          | 3        |
| Belgia      | 72           | 12             | 3              | 3        | 7       | 3           |        | 7     | 6      | 7       | 5       | 1       | 4      | 6        | 8        |
| Rosja       | 88           | 12             | 8              | 10       | 8       | 2           | 8      |       | 4      |         | 8       | 6       | 6      | 10       | 6        |
| Izrael      | 68           | 12             | 4              | 5        | 4       | 5           | 4      | 8     |        | 1       | 6       | 8       | 3      | 1        | 7        |
| Albania     | 35           | 12             |                |          |         | 12          |        |       | 3      |         | 1       |         | 1      | 4        | 2        |
| Armenia     | 98           | 12             | 5              | 8        | 6       |             | 7      | 10    | 10     | 2       |         | 12      | 12     | 3        | 10       |
| Ukraina     | 138          | 12             | 10             | 12       | 12      | 4           | 12     | 12    | 12     | 6       | 12      |         | 10     | 12       | 12       |
| Gruzja      | 103          | 12             | 12             | 6        | 10      | 8           | 6      | 6     | 8      | 5       | 10      | 7       |        | 8        | 5        |
| Mołdawia    | 52           | 12             |                | 4        | 2       | 10          | 3      | 2     | 5      | 4       | 3       | 4       | 2      |          | 1        |
| Holandia    | 69           | 12             | 7              | 1        | 5       | 6           | 10     | 1     | 2      | 8       | 4       | 3       | 5      | 5        |          |

## Sekretarze
Lista zawiera nazwiska osób ogłaszających punkty w finale konkursu. Państwa zostały uporządkowane w kolejności przyznawania punktów:
1. Białoruś – Maria Drozdova
2. Szwecja – Leya Gullström
3. Azerbejdżan – Leila Hajili
4. Belgia – Femke Verschueren
5. Rosja – Valentin Sadiki
6. Izrael – Maayan Aloni
7. Albania – Keida Dervishi
8. Armenia – Michael Varosyan
9. Ukraina – Kristall
10. Mołdawia – Felcia Genunchi
11. Holandia – Lidewei Loot
12. Gruzja – Candy